# Junior Cigano
Junior Almeida dos Santos, mais conhecido como Junior Cigano ou Junior dos Santos (Caçador, 30 de janeiro de 1984), é um lutador brasileiro de artes marciais mistas (MMA) especialista em boxe. Tornou-se campeão dos pesos-pesados do UFC em 2011, ao derrotar o então campeão Caín Velásquez, com apenas 1m04s no UFC on Fox: Velasquez vs. Dos Santos. É o 10° brasileiro campeão do UFC.
Em dezembro de 2012 recebeu a faixa-preta de jiu-jitsu.

## Carreira no MMA
Nascido em Caçador, Santa Catarina, atualmente reside no Rio de Janeiro, RJ. Junior dos Santos era em grande parte desconhecido no MMA, até estrear no UFC 90: Silva vs Cote, quando derrotou o brasileiro Fabrício Werdum, com um uppercut devastador. Depois, Junior enfrentou Stefan Struve no UFC 95 e conseguiu derrotá-lo por nocaute técnico no primeiro round.

### UFC 103
Em seguida, enfrentou no UFC 103 o ex-campeão do PRIDE, o croata Mirko Filipović; luta em que Junior dos Santos dominou o combate e conseguiu outra vitória, após o adversário desistir no 3º assalto devido a um ferimento nos olhos.

### Luta entre Napão e Cigano

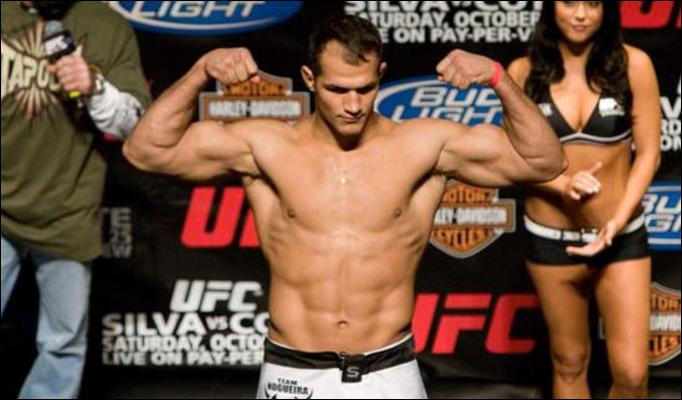
Júnior Cigano dos Santos na pesagem em sua estreia no UFC.

A luta entre Napão e Cigano foi reagendada para o UFC no Versus 1: Vera vs. Jones. Na luta, Napão e Cigano começaram o combate se estudando, Napão tentou por duas vezes acertar o famoso chute que nocauteou Mirko Filipović. Após uma tentativa de queda por parte de Napão, este foi surpreendido com um golpe de esquerda de Cigano que o derrubou, em seguida Cigano bombardeou Napão até o nocaute.

### Corrida pelo Cinturão
Valendo a chance de enfrentar o vencedor de Brock Lesnar e Caín Velásquez, Cigano encarou Roy Nelson no UFC 117 em Oakland EUA e venceu por decisão unânime. Segundo o site oficial do UFC, Cigano acertou 130 golpes em seu adversário que só acertou 30. Segundo o presidente do UFC Dana White, Cigano enfrentaria Cain Velasquez que ganhou de Brock Lesnar na luta pelo cinturão dos pesos pesados do UFC, porém Velasquez sofreu uma lesão no ombro e ficaria de 6 a 8 meses na geladeira. Especulou-se que Cigano voltaria a lutar no meio de 2011, em uma disputa pelo cinturão interino.

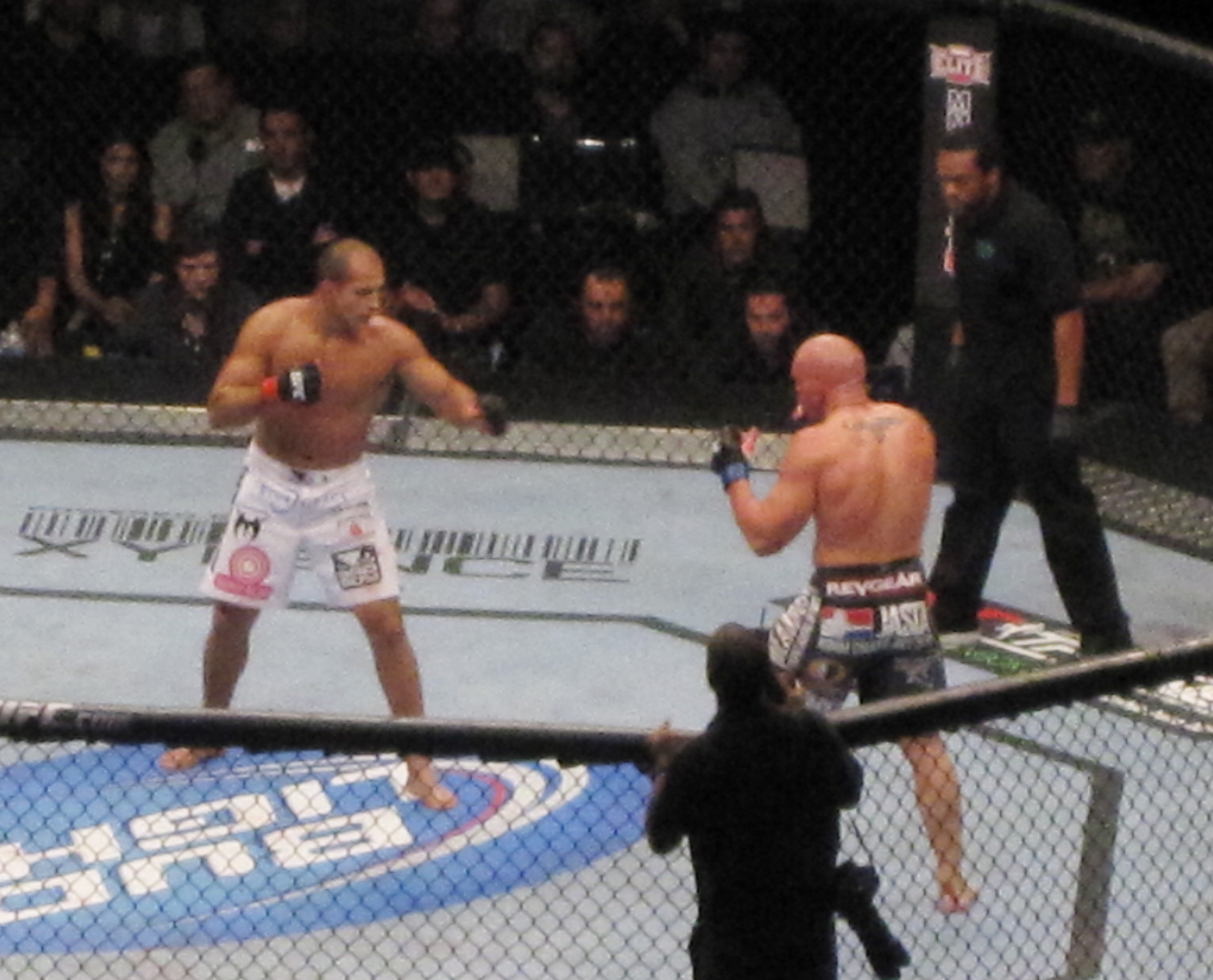
Cigano em luta contra Carwin.

Após muita especulação sobre seu novo adversário, Cigano foi confirmado como treinador do The Ultimate Fighter durante a The Ultimate Fighter 13 Finale, o outro treinador seria o gigante Brock Lesnar. Ao final do reality show, os dois iriam se enfrentar no UFC 131 em Vancouver no Canadá, porém a luta acabaria sendo cancelada devido a Lesnar voltar a ter problemas de diverticulite. O novo adversário de Cigano seria outro gigante, Shane Carwin, pela vaga de desafiante número 1 ao cinturão dos Pesos Pesados.
No combate, Cigano mostrou muita confiança e começou dominando o centro do octógono. Carwin estrategicamente partiu para cima para derrubar Cigano, que se defendeu muito bem da queda e conseguiu facilmente sair do clinch contra a grade. Em seguida Cigano começou a controlar Carwin através de seus jabs. Em um momento de desatenção de Carwin, Cigano acertou um forte direto seguido de um cruzado de esquerda que desequilibrou Carwin. Após ver Carwin em quatro apoios, Cigano castigou seu adversário no chão chegando até os segundos finais, onde Cigano ofereceu espaço para Carwin se levantar. No final do primeiro round, Carwin se dirigiu ao seu corner com o rosto completamente machucado. No segundo round, Carwin voltou decidido a nocautear Cigano e conseguiu acertar um forte golpe em seu adversário, porém Cigano controlou a maior parte do round com seu boxe rápido e conseguiu ainda acertar Carwin com um forte chute alto. No último round, Cigano voltou a imprimir um forte ritmo de jabs em Carwin que via seu rosto sendo ainda mais machucado. Nos momentos finais do round, Cigano conseguiu duas boas quedas, selando a vitória. Cigano venceu por decisão unânime (30-27, 30-27, 30-26), e ainda no octógono ficou sabendo que enfim ele lutará pelo cinturão dos Pesos Pesados do UFC. Dizendo-se agradecido, Cigano afirmou que respeitava muito Cain Velasquez, porém iria com tudo para cima dele.

### Cinturão dos pesos-pesados do UFC

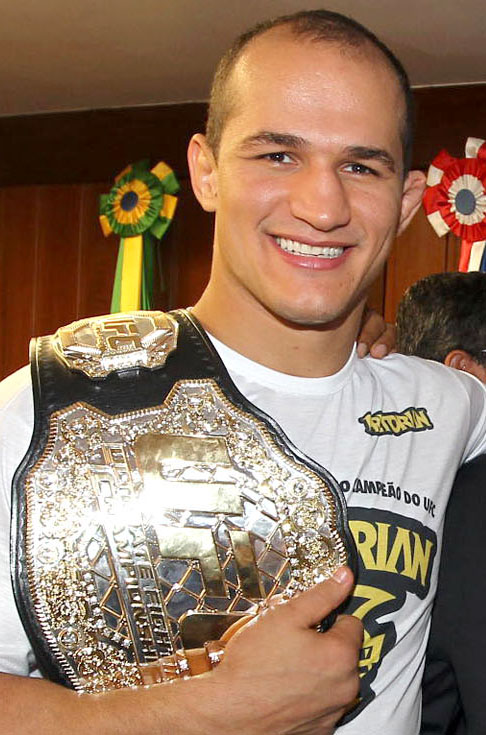
Cigano com o cinturão dos pesos pesados do UFC.

Com apenas 3 anos no octógono, "Cigano" sagrou-se campeão dos peso-pesados do UFC nocauteando Cain Velasquez após um minuto e quatro segundos do 1º round em uma luta histórica no UFC on FOX 1, que pela primeira vez foi transmitida pela TV aberta, tanto nos EUA (Fox) quanto no Brasil (Globo). Júnior dos Santos foi o terceiro brasileiro a conseguir o cinturão dos pesados (Vitor Belfort foi campeão em 07/02/1997 de um Grand Prix dos pesados), porém foi o primeiro a consagrar-se campeão absoluto da categoria. Minotauro havia sido campeão interino da divisão.
Velasquez foi ao chão e "Cigano" o castigou com socos até a intervenção do juiz e vencer o combate por nocaute técnico. Foi a primeira derrota da carreira do filho de mexicanos. "Cigano" ganhou o prêmio de nocaute da noite. Teve luta marcada contra Alistair Overeem, que acabou desfeita porque Overeem testou positivo no exame anti-doping. Frank Mir foi deslocado de seu confronto contra Cain Velasquez que acontecia no mesmo evento, para desafiar o dono do cinturão, Júnior Cigano.

### Cigano vs Frank Mir
Com as mudanças no card do UFC 146, Frank Mir foi o desafiante ao título de Junior "Cigano". O campeão começou estudando seu desafiante e tentando distanciar os golpes do adversário Frank Mir, que tinha esperança de levar a luta para o chão. Evitando as tentativas de queda do adversário, na volta para o segundo round, Cigano continuou acertando vários golpes de boxe. Em um dado momento, o lutador brasileiro deu a oportunidade para Mir se levantar, e na sequência acertou uma combinação que deixou o adversário sem reação no chão do octógono. "Minha mão está muito dolorida", disse Cigano sorrindo, depois de sua vitória por nocaute que ocorreu no dia 27 de maio de 2012.

### Cigano vs Velasquez II
No dia 29 de dezembro de 2012, Santos enfrentou novamente o ex-campeão dos pesos pesados Cain Velasquez, no UFC 155, em uma revanche realizada no MGM Grand Arena em Las Vegas. Na luta Cigano foi derrubado diversas vezes, absorvendo mais de 100 golpes desferidos por Velasquez. Cigano perdeu a luta por Decisão Unânime (50-45, 50-44 e 50-43) e perdeu o Cinturão. Após a luta pediu revanche e prometeu recuperar o cinturão.

### Cigano vs Mark Hunt
Após perder o Cinturão no UFC 155, Cigano era cotado para a corrida pela disputa de Cinturão no UFC 160, contra Alistair Overeem no dia 25 de Maio de 2013, mas o holandês sofreu uma lesão e não pode participar da luta, imediatamente o presidente do UFC Dana White adiou a luta para o verão americano em meados de Julho, fato que não agradou Junior Cigano que pediu outro adversário para o UFC 160. Acabou sendo atendido e enfrentou Mark Hunt no dia 25 de Maio de 2013. Cigano venceu por nocaute com um chute rodado no terceiro round.

### Cigano vs Velasquez III
Após a vitória sobre Mark Hunt, foi decidido que Cigano lutaria novamente pelo título contra o então campeão Cain Velasquez. Essa seria a terceira luta entre os dois, onde cada um venceu um combate. A luta foi marcada para o UFC 166. Novamente, Velasquez se mostrou muito superior a Cigano em um combate muito parecido com o segundo, o encurralando na grade diversas vezes, e desferindo vários golpes. Cigano perdeu a luta por nocaute técnico no quinto e último round e Velásquez manteve o título, fechando assim a trilogia entre os dois lutadores.

### Cigano vs Stipe Miocic
Cigano enfrentaria Stipe Miocic em 24 de Maio de 2014 no UFC 173, no entanto, a luta entre Wanderlei Silva e Chael Sonnen que seria o evento principal do UFC Fight Night 41 em 31 de Maio de 2014, foi movido para o UFC 175, e a luta entre Cigano e Miocic foi movida para ser o evento principal desse evento. No entanto, uma lesão tirou Cigano da luta e ele foi substituído por Fábio Maldonado, que Miocic venceu por nocaute no primeiro round numa luta.
A luta entre Miocic e Cigano foi novamente marcada, dessa vez para 13 de Dezembro de 2014 no UFC on Fox: dos Santos vs. Miocic. Cigano venceu por decisão unânime, no entanto o resultado dividiu a opinião da mídia especializada.

### Cigano vs Overeem
Cigano finalmente lutou com seu rival Alistair Overeem no dia 19 de Dezembro de 2015 no UFC on Fox: dos Anjos vs. Cerrone II. Após perder o primeiro round, Cigano foi nocauteado ao levar um direto do neerlandês aos 4:43 do segundo round.

### Ben Rothwell vs Cigano
No dia 10 de abril Cigano lutou contra Ben Rothwell no UFC Fight Night: Rothwell vs. dos Santos, que ocorreu na Croácia. Cigano venceu por decisão unânime, mostrando movimentação e acertando um grande número de jabs.

### Stipe Miocic vs Cigano II
Em seu terceiro title shot, cigano foi nocauteado rapidamente por Stipe Miocic, aos 2:22 do primeiro round em luta que foi a principal do UFC 211: Miocic vs. Dos Santos 2, ocorrido no dia 13 de maio de 2017.

## Títulos
UFC
- Cinturão da categoria peso pesado UFC (2011)
- Vencedor do Luta da Noite (3 vezes)
- Vencedor do Nocaute da Noite (3 vezes)

FIGHT! Magazine
- Virada do Ano vs. Fabricio Werdum (2008)

## Cartel no MMA
| Cartel no MMA   |             |             |
| 31 lutas        | 21 vitórias | 10 derrotas |
| Por nocaute     | 15          | 8           |
| Por finalização | 1           | 1           |
| Por decisão     | 5           | 1           |
| Empates         | 0           | 0           |

| Res.    | Cartel | Oponente              | Método                               | Evento                                   | Data       | Round | Tempo | Local                       | Notas                                                   |
| ------- | ------ | --------------------- | ------------------------------------ | ---------------------------------------- | ---------- | ----- | ----- | --------------------------- | ------------------------------------------------------- |
| Derrota | 21-10  | Yorgan de Castro      | Nocaute Técnico (lesão no ombro)     | Eagle FC 47                              | 20/05/2022 | 3     | 0:35  | Miami, Flórida              |                                                         |
| Derrota | 21-9   | Ciryl Gane            | Nocaute Técnico (socos)              | UFC 256: Figueiredo vs. Moreno           | 12/12/2020 | 2     | 2:34  | Las Vegas, Nevada           |                                                         |
| Derrota | 21-8   | Jairzinho Rozenstruik | Nocaute Técnico (socos)              | UFC 252: Miocic vs. Cormier 3            | 15/08/2020 | 2     | 3:47  | Las Vegas, Nevada           |                                                         |
| Derrota | 21-7   | Curtis Blaydes        | Nocaute Técnico (socos)              | UFC Fight Night: Blaydes vs. dos Santos  | 25/01/2020 | 2     | 1:06  | Raleigh, Carolina do Norte  |                                                         |
| Derrota | 21-6   | Francis Ngannou       | Nocaute Técnico (socos)              | UFC on ESPN: Ngannou vs. dos Santos      | 29/06/2019 | 1     | 1:11  | Minneapolis, Minnesota      |                                                         |
| Vitória | 21-5   | Derrick Lewis         | Nocaute Técnico (socos)              | UFC Fight Night: Lewis vs. dos Santos    | 09/03/2019 | 2     | 1:58  | Wichita, Kansas             | Luta da Noite.                                          |
| Vitória | 20-5   | Tai Tuivasa           | Nocaute Técnico (socos)              | UFC Fight Night: dos Santos vs. Tuivasa  | 01/12/2018 | 2     | 2:30  | Adelaide                    |                                                         |
| Vitória | 19-5   | Blagoy Ivanov         | Decisão (unânime)                    | UFC Fight Night: dos Santos vs. Ivanov   | 14/07/2018 | 5     | 5:00  | Boise, Idaho                |                                                         |
| Derrota | 18-5   | Stipe Miocic          | Nocaute Técnico (socos)              | UFC 211: Miocic vs. Dos Santos II        | 13/05/2017 | 1     | 2:22  | Dallas, Texas               | Pelo Cinturão Peso Pesado do UFC.                       |
| Vitória | 18-4   | Ben Rothwell          | Decisão (unânime)                    | UFC Fight Night: Rothwell vs. dos Santos | 10/04/2016 | 5     | 5:00  | Zagreb                      |                                                         |
| Derrota | 17-4   | Alistair Overeem      | Nocaute Técnico (socos)              | UFC on Fox: dos Anjos vs. Cerrone II     | 19/12/2015 | 2     | 4:43  | Orlando, Flórida            |                                                         |
| Vitória | 17-3   | Stipe Miocic          | Decisão (unânime)                    | UFC on Fox: dos Santos vs. Miocic        | 13/12/2014 | 5     | 5:00  | Phoenix, Arizona            | Luta da Noite.                                          |
| Derrota | 16-3   | Cain Velasquez        | Nocaute Técnico (socos)              | UFC 166: Velasquez vs. Dos Santos III    | 19/10/2013 | 5     | 3:09  | Houston, Texas              | Pelo Cinturão Peso Pesado do UFC.                       |
| Vitória | 16-2   | Mark Hunt             | Nocaute (chute rodado)               | UFC 160: Velasquez vs. Silva II          | 25/05/2013 | 3     | 4:18  | Las Vegas, Nevada           | Luta da Noite.                                          |
| Derrota | 15-2   | Cain Velasquez        | Decisão (unânime)                    | UFC 155: Dos Santos vs. Velasquez II     | 29/12/2012 | 5     | 5:00  | Las Vegas, Nevada           | Perdeu o Cinturão Peso Pesado do UFC.                   |
| Vitória | 15-1   | Frank Mir             | Nocaute Técnico (socos)              | UFC 146: Dos Santos vs. Mir              | 26/05/2012 | 2     | 3:04  | Las Vegas, Nevada           | Defendeu o Cinturão Peso Pesado do UFC.                 |
| Vitória | 14-1   | Cain Velasquez        | Nocaute (socos)                      | UFC on Fox: Velasquez vs. Dos Santos     | 12/11/2011 | 1     | 1:04  | Anaheim, California         | Ganhou o Cinturão Peso Pesado do UFC; Nocaute da Noite. |
| Vitória | 13-1   | Shane Carwin          | Decisão (unânime)                    | UFC 131: Dos Santos vs. Carwin           | 11/06/2011 | 3     | 5:00  | Vancouver, British Columbia |                                                         |
| Vitória | 12-1   | Roy Nelson            | Decisão (unânime)                    | UFC 117: Silva vs. Sonnen                | 07/08/2010 | 3     | 5:00  | Oakland, California         |                                                         |
| Vitória | 11-1   | Gabriel Gonzaga       | Nocaute Técnico (socos)              | UFC Live: Vera vs. Jones                 | 21/03/2010 | 1     | 3:55  | Broomfield, Colorado        | Nocaute da Noite.                                       |
| Vitória | 10-1   | Gilbert Yvel          | Nocaute Técnico (socos)              | UFC 108: Evans vs. Silva                 | 02/01/2010 | 1     | 2:08  | Las Vegas, Nevada           |                                                         |
| Vitória | 9-1    | Mirko Filipović       | Nocaute Técnico (desistência)        | UFC 103: Franklin vs. Belfort            | 19/09/2009 | 3     | 2:00  | Dallas, Texas               |                                                         |
| Vitória | 8-1    | Stefan Struve         | Nocaute Técnico (socos)              | UFC 95: Sanchez vs. Stevenson            | 20/02/2009 | 1     | 0:55  | Londres                     |                                                         |
| Vitória | 7-1    | Fabrício Werdum       | Nocaute (socos)                      | UFC 90: Silva vs. Cote                   | 25/10/2008 | 1     | 1:21  | Rosemont, Illinois          | Estreia no UFC; Nocaute da Noite.                       |
| Vitória | 6-1    | Geronimo dos Santos   | Nocaute Técnico (Interrupção Médica) | Demo Fight 3                             | 24/05/2008 | 1     | 4:28  | Salvador                    |                                                         |
| Derrota | 5-1    | Joaquim Ferreira      | Finalização (chave de braço)         | MTL - Final                              | 10/11/2007 | 1     | 2:18  | São Paulo                   |                                                         |
| Vitória | 5-0    | Jair Gonçalves        | Nocaute Técnico (socos)              | MTL 2                                    | 29/09/2007 | 1     | 2:52  | São Paulo                   |                                                         |
| Vitória | 4-0    | Joaquim Ferreira      | Nocaute Técnico (desistência)        | XFC - Brazil                             | 29/04/2007 | 1     | 5:00  | Rio de Janeiro              |                                                         |
| Vitória | 3-0    | Edson Paredão         | Nocaute Técnico (socos)              | XFC - Brazil                             | 29/04/2007 | 1     | 4:46  | Rio de Janeiro              |                                                         |
| Vitória | 2-0    | Eduardo Maiorino      | Finalização (guilhotina)             | Minotauro Fights 5                       | 19/12/2006 | 1     | 0:50  | São Bernardo do Campo       |                                                         |
| Vitória | 1-0    | Jailson Silva Santos  | Nocaute (socos e chutes)             | Demo Fight 1                             | 16/07/2006 | 1     | 2:58  | Salvador                    |                                                         |